# Hôtel Royal Riviera
 (août 2023).
Le Royal-Riviera est un hôtel 5 étoiles situé à Saint-Jean-Cap-Ferrat.

## Localisation
Situé à 15 minutes de Monaco et de Nice, le Royal-Riviera domine la presqu’île du cap Ferrat. L’hôtel Royal Riviera se situe à 15 km de l’aéroport de Nice-Côte d'Azur et à 1 km de la gare de Beaulieu-sur-Mer.

## Historique
Bâti en 1904, l’hôtel Royal-Riviera s’appelait à cette époque l’hôtel Bedford ou Résidence Bedford. L’hôtel accueillait alors les familles de l’aristocratie britannique, pendant la saison d’hiver. Pendant la Grande Guerre, il fut loué par le Gouvernement serbe en exil, et servit de lycée à environ 600 élèves, entre octobre 1917 et mai 1919. 
À partir de 1930 se développe une clientèle plus estivale.  
En 1998, la propriété est acquise par le fonds hôtelier Westmont-Whitehall. Après remise en état, le Royal-Riviera rouvre en 1999.
Dans le jardin dessiné par Jean Mus a été construite en 2002 une villa dans le style architectural de Saint-Jean-Cap-Ferrat, baptisée l’Orangerie.

## Hôtellerie
L’hôtel Royal Riviera, classé 5 étoiles, est affilié à la marque « Leading Hotels of the World ».
Depuis le printemps 2011, le Royal-Riviera dispose de chambres entièrement rénovées.